# Обикновено пламъче
Обикновеното пламъче (Salvia splendens) е вид тревисто многогодишно растение от семейство Lamiaceae.

## Разпространение и местообитание
Видът произхожда от Бразилия, но е широко разпространен като градинско и домашно растение в умерените и тропическите райони.
Среща се на места с висока влажност на надморска височина от 2000 до 3000 метра. Предпочита богата на хранителни вещества, пропусклива и рохка почва. Това е топлолюбиво растение и температури под -5ºС може да са фатални за него. При засенчване цъфтежът намалява. Периодичните засушавания се отразяват също неблагоприятно върху растението.

## Описание
Обикновеното пламъче е полухраст с по-слабо разклонена коренова система. Има централно изправено, разклонено стъбло, добре облистено със срещуположни листа. Дивата форма, рядко срещана при отглеждане, достига до 130 см на височина. Листата му са елипсовидни, заоблени в основата, с назъбени краища и дълги дръжки с размери 7 x 5 см. Възможно е да се разклонява, при което по-горните клони могат да са фино окосмени, докато в долната част клоните остават голи или почти голи.
Цветовете са едри и неправилни, събрани в съцветия с дължина около 15 – 25 см. Поникват от центъра на растението в групи от 2 до 6. Обикновено са червени, но е възможно да бъдат бели, розови или виолетови. Цъфти обилно в по-голямата част от лятото и есента до първите по-сериозни застудявания.
Броят на хромозомите е 2n = 22 или 44.

## Сортове
Обикновеното пламъче се отглежда широко като декоративно растение, с голям брой сортове, като:
- „Alba“, с бели цветове
- „Atropurpurea“, с тъмновиолетови до лилави цветове
- „Atrosanguinea“, с тъмночервени цветове
- „Bicolor“, с бели или червени цветове
- „Bruantii“, с малки червени цветове
- „Compacta“, с малки бели или червени цветове
- „Grandiflora“, с големи червени цветове
- „Issanchon“, с малки бели цветове на райета
- „Nana“, с червени цветове
- „Scarlet Pygmy“, с аленочервени цветове
- „Semperflorens“, с червени цветове
- „Souchetii“, с бели или червени цветове
- „St. John's Fire ', с аленочервени цветове
- „Violacea“, с тъмновиолетови до лилави цветове
- „Vanguard“, с червени цветове
- „Van-Houttei“, с червени цветове